# Pseudo-ostruzione intestinale
La pseudo-ostruzione intestinale è una malattia motoria intestinale, caratterizzata da un rallentato transito e da una ridotta capacità di spingere il cibo attraverso l'intestino. Ciò, quindi, generalmente comporta anche nausea e dispepsia ricorrenti, stitichezza e, nei momenti in cui compaiono forti coliche addominali, si possono evidenziare risultati radiologici talvolta simili a quelli di una subocclusione intestinale, in assenza però di una vera e propria ostruzione meccanica. Questa patologia può esordire ad ogni età e può essere una condizione primaria (idiopatica o ereditaria), oppure secondaria (cioè causata da un'altra malattia).

## Cause
Sono spesso presenti cause genetiche. Una forma è stata associata con DXYS154.

La pseudo-ostruzione intestinale cronica (CIPO) nella forma pseudo-ostruzione primaria e idiopatica (Pseudo-Ostruzione Intestinale Idiopatica Cronica/Chronic Idiopathic Intestinal Pseudo-Obstruction/CIIP), di origine genetica, è una malattia rara di tipo motorio a esordio infantile e giovanile, molto grave e che può essere causata da problemi con la muscolatura liscia dell'intestino (miopatia intestinale), oppure da problemi dei nervi intestinali, caratterizzata dalla paralisi dell'intestino, simile all'ileo paralitico ma senza apparente causa.
Le cause secondarie (CIPO secondaria) invece possono essere: sclerodermia, amiloidosi, sclerosi multipla, ipokaliemia, malattia di Parkinson e altre cause di ipertonia, neuropatia delle piccole fibre, diabete mellito, lesioni nervose del midollo spinale o in certi casi lesione della cauda equina (che solitamente causa invece incontinenza fecale), miopatia generalizzata (esempio atonia causata da distrofia muscolare) o lesioni muscolari e nervose traumatiche, sindrome di Ehlers-Danlos o uso di farmaci anticolinergici.

## Manifestazioni cliniche
Le persone con pseudo ostruzione intestinale hanno frequenti dolori addominali, dispepsia, costipazione oppure diarrea reattiva a costipazione cronica, dischezia, formazione di fecalomi frequenti, il paziente può perdere lo stimolo defecatorio a differenza delle sindromi da ostruita defecazione. Inoltre la radiografia in ortostatismo, eseguita al momento della colica addominale, mostra livelli idro-aerei nonostante l'assenza di una vera e propria ostruzione meccanica.

## Diagnosi
La diagnosi di pseudo-ostruzione intestinale primaria (idiopatica) è molto complessa e viene raggiunta valutando vari esami clinici, tra i quali studi di motilità, svuotamenti gastrici, esami istologici e radiografie.

## Trattamento
La pseudo ostruzione intestinale secondaria è gestita da diversi trattamenti, in base alla condizione di fondo.

La pseudo ostruzione intestinale primaria non ha ancora nessun trattamento definitivo. È importante che la nutrizione e l'idratazione siano in qualche modo mantenuti. I farmaci che aumentano la forza propulsiva degli intestini sono stati provati, così come diversi tipi di chirurgia.

### Terapie mediche
Utilizzato il trattamento con Prucalopride (Resolor), un procinetico che ad alcuni soggetti riesce a dare sollievo.
Spesso è indicata anche l'assunzione del bromuro di piridostigmina (Mestinon), il quale porta talvolta solo parziali benefici.
Metoclopramide, cisapride, ed eritromicina possono essere utilizzati, ma hanno dimostrato di avere lieve efficacia. In questi casi, il trattamento è finalizzato alla gestione delle complicanze.
La stasi intestinale che può portare alla proliferazione batterica e, successivamente,  a diarrea e malassorbimento, viene trattata con antibiotici.
Carenze nutrizionali possono essere trattate con integratori orali e, raramente, nutrizione parenterale totale.
L'utilizzo di octreotide è stato descritto in letteratura medica. Per le coliche sono utilizzati anche gli oppioidi.

### Chirurgia ed altre procedure
In genere nella Pseudo-ostruzione intestinale si cerca di evitare interventi chirurgici, ma nonostante ciò la resezione delle parti interessate può essere necessaria se una parte dell'intestino dovesse arrivare a morire (ad esempio: megacolon tossico).
Pacemaker gastrico e del colon sono stati provati. Queste strisce sono disposte lungo il colon e creano una scarica elettrica, destinata a provocare la contrazione muscolare in modo controllato.
Una possibile soluzione, seppur radicale, è un multi-trapianto d'organo. Una tale operazione comporta il trapianto di pancreas, stomaco, duodeno, intestino tenue e fegato. Alcuni pazienti vengono sottoposti alla rimozione di intestino tenue e crasso, collegando lo stomaco e il duodeno direttamente al retto. Con una dieta restrittiva e l'alimentazione endovenosa, il paziente può sopravvivere a lungo.